# Меримак (Висконсин)
Меримак (енгл. Merrimac) град је у америчкој савезној држави Висконсин.

## Демографија
По попису из 2010. године број становника је 420, што је 4 (1,0%) становника више него 2000. године.
| Група             | 2000.       | 2010.       |
| Белци             | 402 (96,6%) | 400 (95,2%) |
| Афроамериканци    | 3 (0,7%)    | 1 (0,2%)    |
| Азијати           | 1 (0,2%)    | 0 (0,0%)    |
| Хиспаноамериканци | 6 (1,4%)    | 13 (3,1%)   |
| Укупно            | 416         | 420         |